# Lophoscutus prehensilis
Lophoscutus prehensilis är en insektsart som först beskrevs av Fabricius 1803.  Lophoscutus prehensilis ingår i släktet Lophoscutus och familjen rovskinnbaggar.

## Underarter
Arten delas in i följande underarter:
- L. p. minor
- L. p. prehensilis